# Leucon falcicosta
Leucon falcicosta är en kräftdjursart som beskrevs av Watling och McCann 1996. Leucon falcicosta ingår i släktet Leucon och familjen Leuconidae.
Artens utbredningsområde är Oregon. Inga underarter finns listade i Catalogue of Life.